# Jerzmanowice-Przeginia (gemeente)
De gemeente Jerzmanowice-Przeginia is een landgemeente in het Poolse woiwodschap Klein-Polen, in powiat Krakowski.
De zetel van de gemeente is in Jerzmanowice.
Op 30 juni 2004 telde de gemeente 10 426 inwoners.

## Oppervlakte gegevens
In 2002 bedroeg de totale oppervlakte van gemeente Jerzmanowice-Przeginia 68,39 km², waarvan:
- agrarisch gebied: 85%
- bossen: 9%

De gemeente beslaat 5,56% van de totale oppervlakte van de powiat.

## Demografie
Stand op 30 juni 2004:
| Omschrijving                   | Totaal | Totaal | Vrouwen | Vrouwen | Mannen | Mannen |
| ------------------------------ | ------ | ------ | ------- | ------- | ------ | ------ |
| eenheid                        | aantal | %      | aantal  | %       | aantal | %      |
| inwoners                       | 10 426 | 100    | 5257    | 50,4    | 5169   | 49,6   |
| bevolkingsdichtheid (inw./km²) | 152,4  | 152,4  | 76,9    | 76,9    | 75,6   | 75,6   |

In 2002 bedroeg het gemiddelde inkomen per inwoner 1222,91 zł.

## Plaatsen
- Czubrowice
- Gotkowice
- Jerzmanowice
- Łazy
- Przeginia
- Racławice
- Sąspów
- Szklary

## Aangrenzende gemeenten
Krzeszowice, Olkusz, Skała, Sułoszowa, Wielka Wieś, Zabierzów

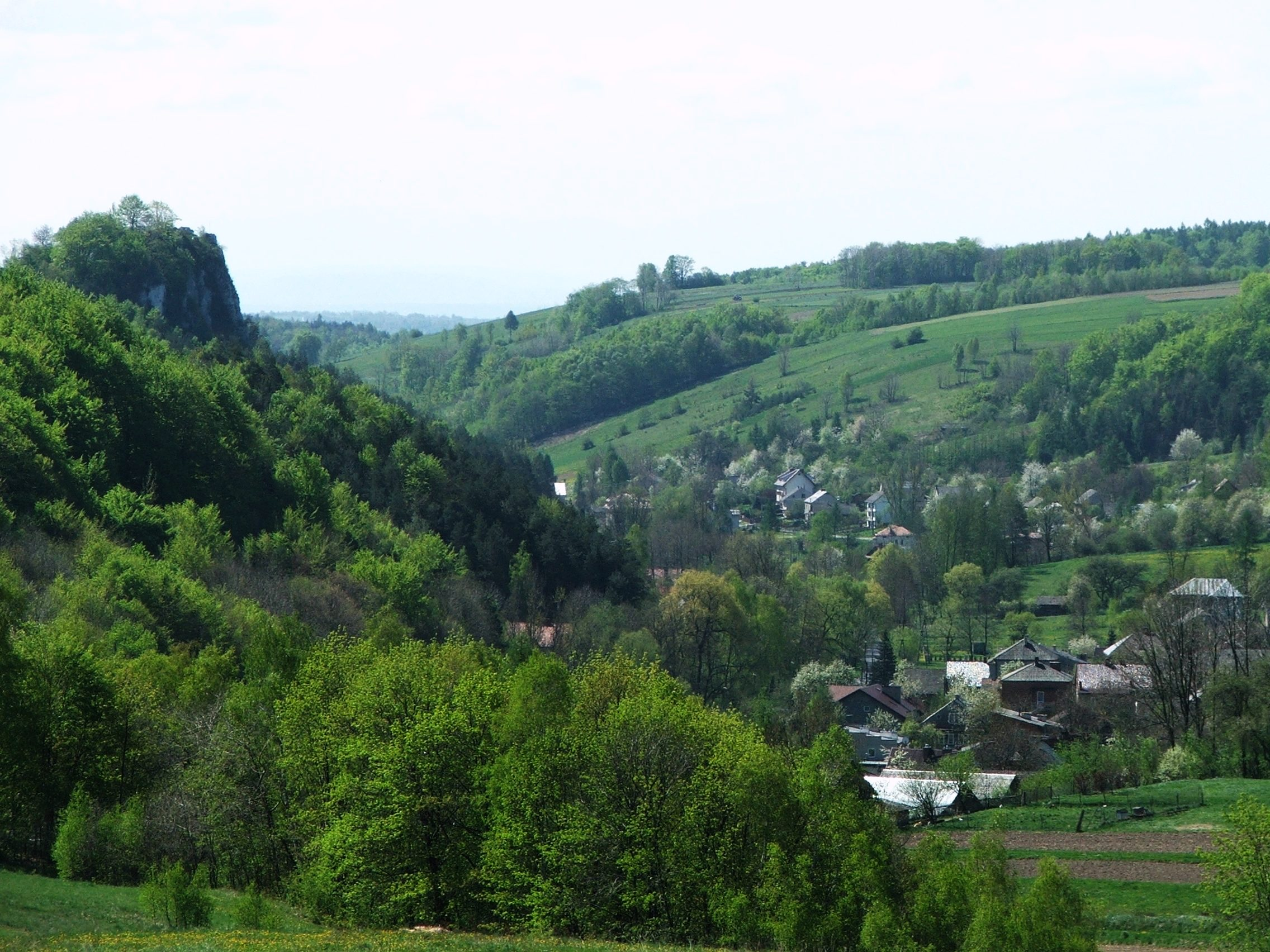
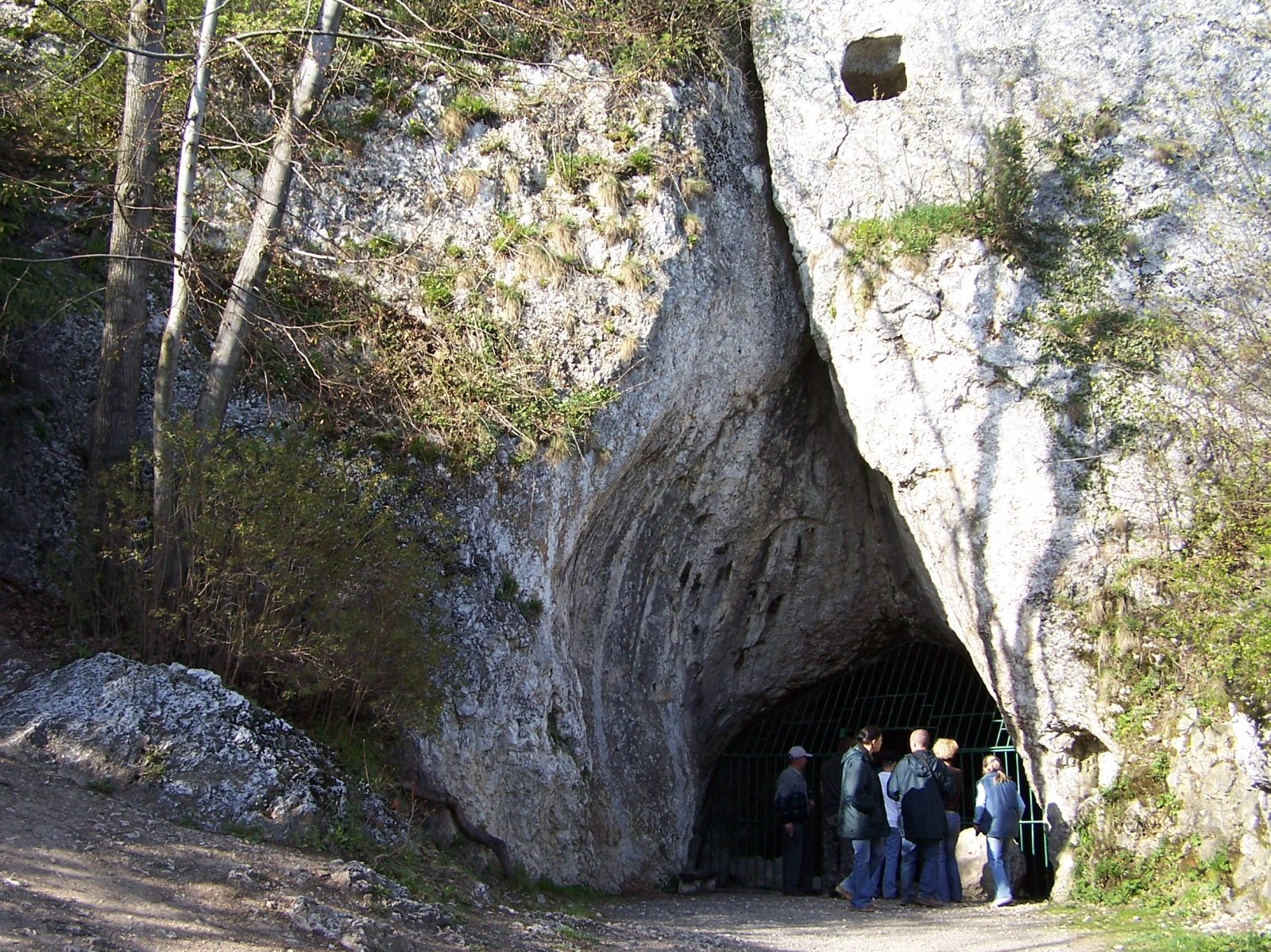
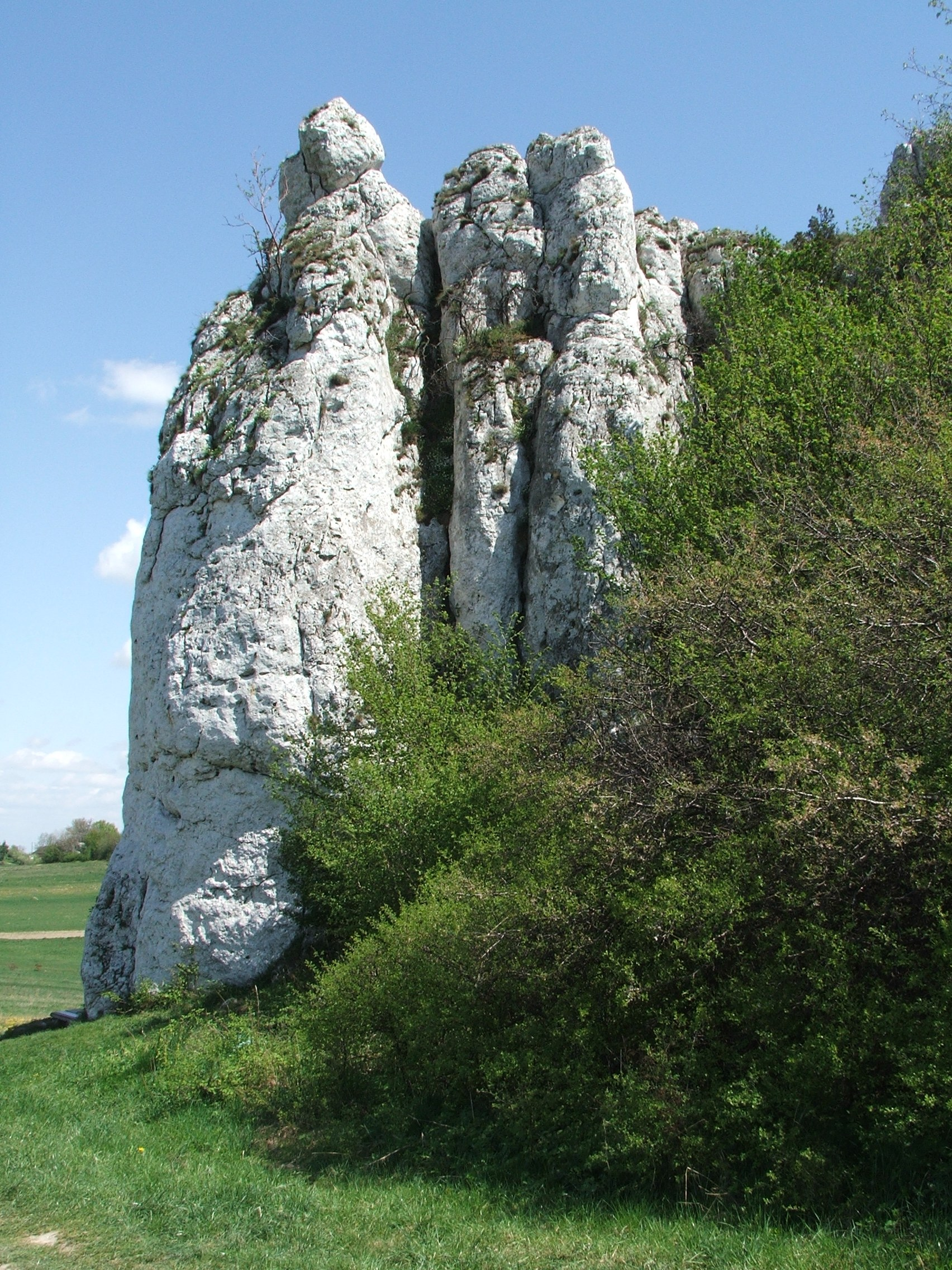